# 河南人
河南人口位居中国人口最多的省份前列，2008年底，河南省总人口为一億。如果河南参与世界国家人口的排名，它将居于墨西哥之后，名列第12位。但如果计算流动人口，广东人口超过1亿，是人口最多的省。根据2010年第六次全国人口普查，河南人口总数为94023567，占全国总人口的7.02%（2005年为7.31%）。全省人口中，汉族人口为9260万人，占常住人口的98.82%；各少数民族人口为111万人。

## 外來影響
孝文帝拓跋宏于493年率领贵族、文武百官及部分鲜卑兵自迁洛阳，接着，进行汉化改革，实行鲜卑人与汉人通婚，以汉服代替鲜卑服装，禁止在朝廷上说鲜卑话，令鲜卑人改姓并自称河南洛阳人。
基因分析发现到，河南省汉人與羌族、蒙古族同樣有極少数成分的Y染色体R-M17、R-M124、G-P15。

## 名人
河南以其悠久的历史和深厚的文化底蕴，从古至今孕育了为数众多的历史名人，按照丁文江先生对《二十四史》中前汉、后汉、唐、北宋、南宋、明六代立传人物的籍贯统计结果，河南籍人物计912人，占全部5783人的15.8%，居各省第一位。明末大儒孙夏峰曾言：“两河山川，灵秀所钟，才固无限”，有明中原名士周在浚亦称“我中州称文献之邦，三百年极人物之盛”。